# Montillot
Montillot est une commune française située dans le département de l'Yonne, en région Bourgogne-Franche-Comté.
La commune est contigüe au parc naturel régional du Morvan.

## Géographie
Montillot est un village du sud du département de l'Yonne, à 39 km au SSE de sa préfecture Auxerre, et à 15 km à l'ouest d'Avallon, chef-lieu de l'arrondissement et ville la plus proche.
Il se trouve sur la ligne droite reliant Auxerre à Vézelay, à 6 km de ce dernier, chef-lieu du canton et site touristique bien connu.
La commune est contigüe au parc naturel régional du Morvan, qui commence au sud-est sur les communes de Vézelay et d'Asquins.
Le territoire de la commune couvre 2 245 ha, avec un peu plus de 8 km sur sa plus grande longueur - du sud-ouest au nord-est -; sa population était en 2016 de 276 habitants, répartis entre le bourg et les hameaux.

### Géologie et relief
Montillot se trouve à peu près au centre de la partie des « plateaux de Basse-Bourgogne » située entre les vallées de l'Yonne et de son affluent, la Cure. En leurs points les plus proches, les altitudes de ces cours d'eau sont de 138 m pour la Cure au Gué-Pavé, et de 135 m pour l'Yonne près de Châtel-Censoir, alors que le village est à 227 m. Les routes principales rejoignant Montillot depuis les vallées proches (départementale D 21) montent donc d'une centaine de mètres, ce qui peut justifier le toponyme (« petit mont » ?).
Les couches géologiques affleurantes, - ou « roches mères » - de la commune, datent de la deuxième période de l'ère secondaire, le Jurassique moyen et supérieur.
Les points les plus hauts (environ 300 mètres) se trouvent aux sommets de deux collines boisées toutes proches du village. Le sommet du bois des Perruches est constitué de calcaire cristallin du « Callovien moyen ». Celui du « Crot Blanc » date du « Jurassique supérieur - étage oxfordien » et se rattache donc au récif corallien fossilisé, - constitué il y a 150 millions d'années, dans une zone chaude et peu profonde de la mer qui recouvrait alors tout le Bassin parisien actuel - dont l'avant s'étend, 9 km au nord, de Mailly-le-Château à Arcy-sur-Cure, et dont on repère l'arrière près de Châtel-Censoir.
La « plaine de la Chally » et « la Canne », pratiquement horizontales - entre les cotes 210 et 220 mètres -, résulteraient d'apports détritiques et alluvionnaires de l'ère tertiaire (Miocène-Pliocène).

### Hydrologie
Montillot n'a pas de source sur son plateau : les eaux de pluie s'infiltrent dans les fissures des couches calcaires et ne réapparaissent que dans les vallées, à l'Est dans le hameau du Vaudonjon près de la Cure, à l'Ouest à l'étang de Marot qui alimente le « ru de Brosses »,.

### Hameaux
La commune inclut quatre hameaux principaux : Tameron (au nord), Vaudonjon-le-Haut et Vaudonjon-le-Bas (à l’est), les Hérodats (en partie sur Blannay à l'est) et la Charbonnière (au sud-est, près de la D123),. Quelques maisons isolées se trouvent aussi sur la commune : la Bertellerie (au sud-est, accessible par route par la commue de Vézelay), le Bois de la Baudeleine (à 1 600 m à l'ouest de la Charbonnière), Marot et son étang (à 1 600 m au nord-ouest de la Charbonnière), la Côte (à 900 m au sud de Montillot, club hippique), la Métairie (jouxtant Vaudonjon-le-Haut au nord), la moitié du hameau du Gué Pavé (à l’E-S-Est, partagé avec Asquins).
Noter que la « nécropole de Vaudonjon » se trouve à proximité au sud de Vaudonjon-le-Bas, au lieu-dit les Cercueils (voir l'article « Asquins », section « Sites antiques »). Elle a été nommée ainsi parce qu'au moment de sa découverte Vaudonjon faisait partie d'Asquins.

### Climat
Pour des articles plus généraux, voir Climat de la Bourgogne-Franche-Comté et Climat de l'Yonne.
En 2010, le climat de la commune est de type climat océanique dégradé des plaines du Centre et du Nord, selon une étude du Centre national de la recherche scientifique s'appuyant sur une série de données couvrant la période 1971-2000. En 2020, Météo-France publie une typologie des climats de la France métropolitaine dans laquelle la commune est exposée à un climat océanique altéré et est dans la région climatique  Lorraine, plateau de Langres, Morvan, caractérisée par un hiver rude (1,5 °C), des vents modérés et des brouillards fréquents en automne et hiver. 
Pour la période 1971-2000, la température annuelle moyenne est de 10,7 °C, avec une amplitude thermique annuelle de 15,8 °C. Le cumul annuel moyen de précipitations est de 799 mm, avec 12,1 jours de précipitations en janvier et 8,1 jours en juillet. Pour la période 1991-2020, la température moyenne annuelle observée sur la station météorologique de Météo-France la plus proche, « Merry-sur-Yonne », sur la commune de Merry-sur-Yonne à 8 km à vol d'oiseau, est de 11,5 °C et le cumul annuel moyen de précipitations est de 776,9 mm. 
La température maximale relevée sur cette station est de 40,7 °C, atteinte le 7 août 2003 ; la température minimale est de −22 °C, atteinte le 16 janvier 1985,,. 
Les paramètres climatiques de la commune ont été estimés pour le milieu du siècle (2041-2070) selon différents scénarios d'émission de gaz à effet de serre à partir des nouvelles projections climatiques de référence DRIAS-2020. Ils sont consultables sur un site dédié publié par Météo-France en novembre 2022.

## Urbanisme

### Typologie
Au 1er janvier 2024, Montillot est catégorisée commune rurale à habitat dispersé, selon la nouvelle grille communale de densité à sept niveaux définie par l'Insee en 2022.
Elle est située hors unité urbaine. Par ailleurs la commune fait partie de l'aire d'attraction d'Avallon, dont elle est une commune de la couronne,. Cette aire, qui regroupe 74 communes, est catégorisée dans les aires de moins de 50 000 habitants,.

### Occupation des sols
L'occupation des sols de la commune, telle qu'elle ressort de la base de données européenne d’occupation biophysique des sols Corine Land Cover (CLC), est marquée par l'importance des forêts et milieux semi-naturels (68,7 % en 2018), une proportion sensiblement équivalente à celle de 1990 (68,8 %). La répartition détaillée en 2018 est la suivante : 
forêts (65 %), terres arables (22,9 %), prairies (4,1 %), milieux à végétation arbustive et/ou herbacée (3,7 %), zones agricoles hétérogènes (3 %), zones urbanisées (1,2 %). L'évolution de l’occupation des sols de la commune et de ses infrastructures peut être observée sur les différentes représentations cartographiques du territoire : la carte de Cassini (XVIIIe siècle), la carte d'état-major (1820-1866) et les cartes ou photos aériennes de l'IGN pour la période actuelle (1950 à aujourd'hui).

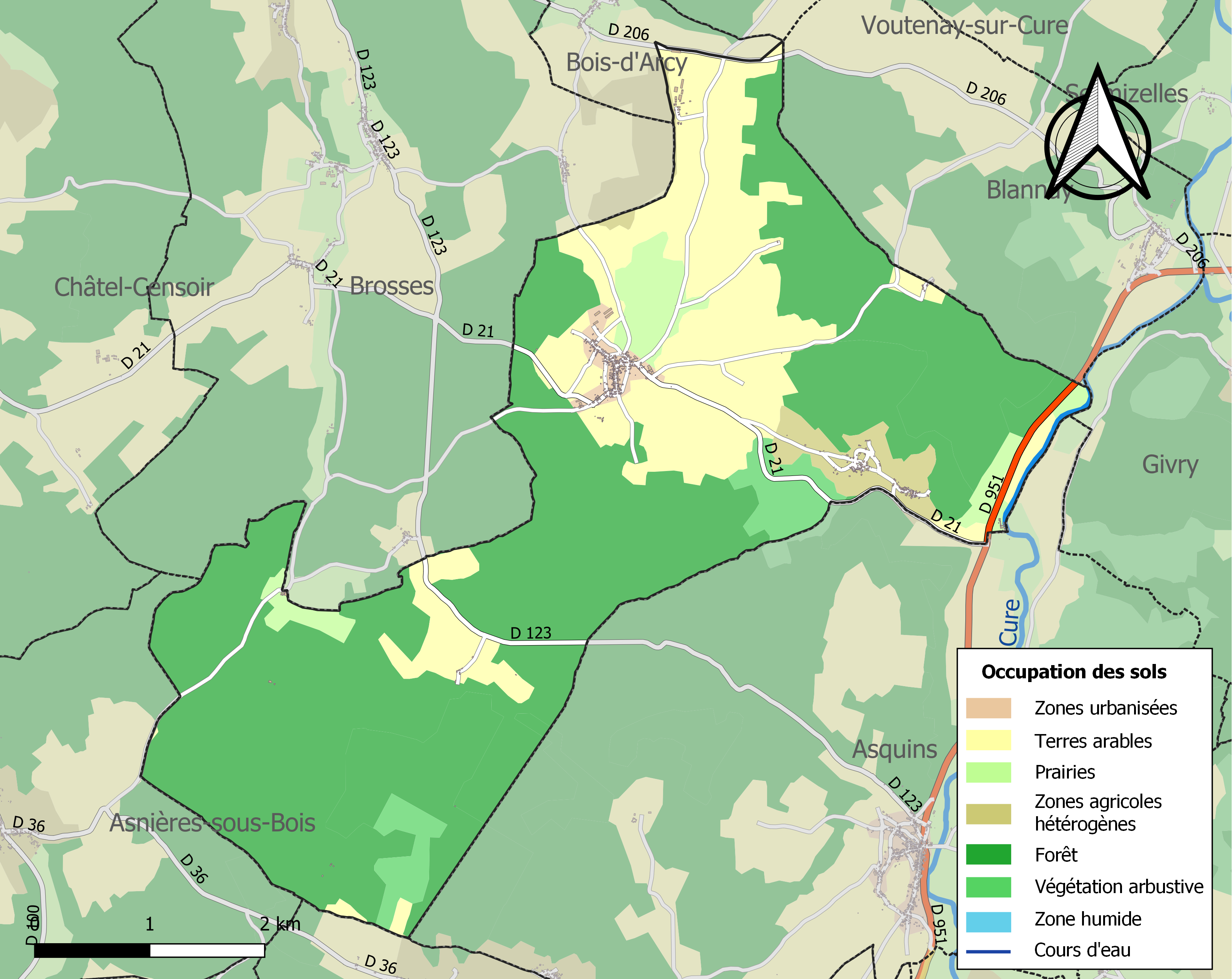
Carte des infrastructures et de l'occupation des sols de la commune en 2018 (CLC).

## Toponymie
Montirueth (1169, bulle du pape Alexandre III le 16 février 1169 : « …ecclesiam de Montirueth », qui  peut avoir subi une erreur de copiste et pourrait être « Montirucht », du vieux français « rucht » qui désignait une carrière de pierre), Monteluot (1532, chap. de Châtel-Censoir) ; Monteliot (1708, projet d'une dîme royale par Vauban) ; Montheliot (1712, registre de l'état-civil).

## Histoire

### Époque gallo-romaine
Un site de villa couvre 150 × 90 m au lieu-dit les Rouèches. Bâti en ligne le long de la rivière, le quartier résidentiel s'ouvre sur la cour des communs bordée de constructions délimitant des pièces au plan allongé et partitionné. Ce site est occupé depuis la fin de la Tène jusqu'à l’antiquité tardive.

### Moyen-Âge
Depuis les débuts du village, agriculture et élevage constituent les ressources de base de ses familles. Les terres cultivables se trouvent au nord, au nord-est et à l'est du village. Jusqu'au milieu du XXe siècle, la « plaine de la Chally » et « la Canne », découpées en petites parcelles de quelques ares, convenaient parfaitement à la polyculture : blé, avoine, orge, seigle, betteraves, fourrage - trèfle, luzerne, sainfoin et graminées diverses -, vignes, arbres fruitiers, fraisiers, framboisiers...
La pierre de Montillot (carrière du Crot-Blanc ?) sert à la construction de la basilique de Vézelay.

### Temps modernes
La « chapelle du Vaudonjon » est construite vers 1770. Vendue en 1799 à Denis Colas, elle passe à sa fille aînée Michelle qui épouse Jean-Baptiste Tissier. La chapelle reste dans la famille jusqu'en 1963 quand Mme Veuve Lucien Tissier la vend en juin à Jean Baptiste Launay.
Jean-Anne-Georges de Lenferna de la Resle (1771-1831) épouse Françoise Mulot de Villenaut à Montillot en 1805, et est maire de Montillot de 1816 à 1819,. 

Son frère Joseph Guillaume Prosper de Lenferna de la Mothe part comme officier à l’Ile Maurice et s’y établit. 

Son fils Pierre-Joseph–Alexandre (1806-1897) est aussi maire de Montillot en 1852 et de 1860 à 1870. 

La fille de Pierre Joseph Alexandre, Marthe Alexandrine Françoise Henriette de Lenferna de Montillot (1842-1930) épouse Charles Heulard de Montigny. Elle vent le château de Montillot après l'avoir habité. Elle est décédée à Auxerre et inhumée au cimetière de Montillot avec son mari. 

Une fille de Joseph Guillaume Prosper, Françoise Marie Caroline Lenferna de la Resle (1824-1900), est née à l’Île Maurice et devient « Mère Marie-Augustine  » ou « La Petite Sœur de l’Océan Indien », consacrant sa vie aux œuvres de charité en Afrique, Europe et Amérique du Sud ; elle fonde la Congrégation des Sœurs de Notre Dame du Bon et Perpétuel Secours. Une procédure de béatification est en cours depuis 1928,.
Vaudonjon (jusque là sur Asquins) et les Hérodats rejoignent Montillot le 14 décembre 1789 lorsque la commune est créée (création des communes de la Révolution) ou, pour Vaudonjon, par pétition en juin 1792.
Des remembrements successifs dans le cadre de programmes européens introduisent les monocultures sur de grandes surfaces et amènent une forte réduction du nombre d'exploitations agricoles.

## Politique et administration

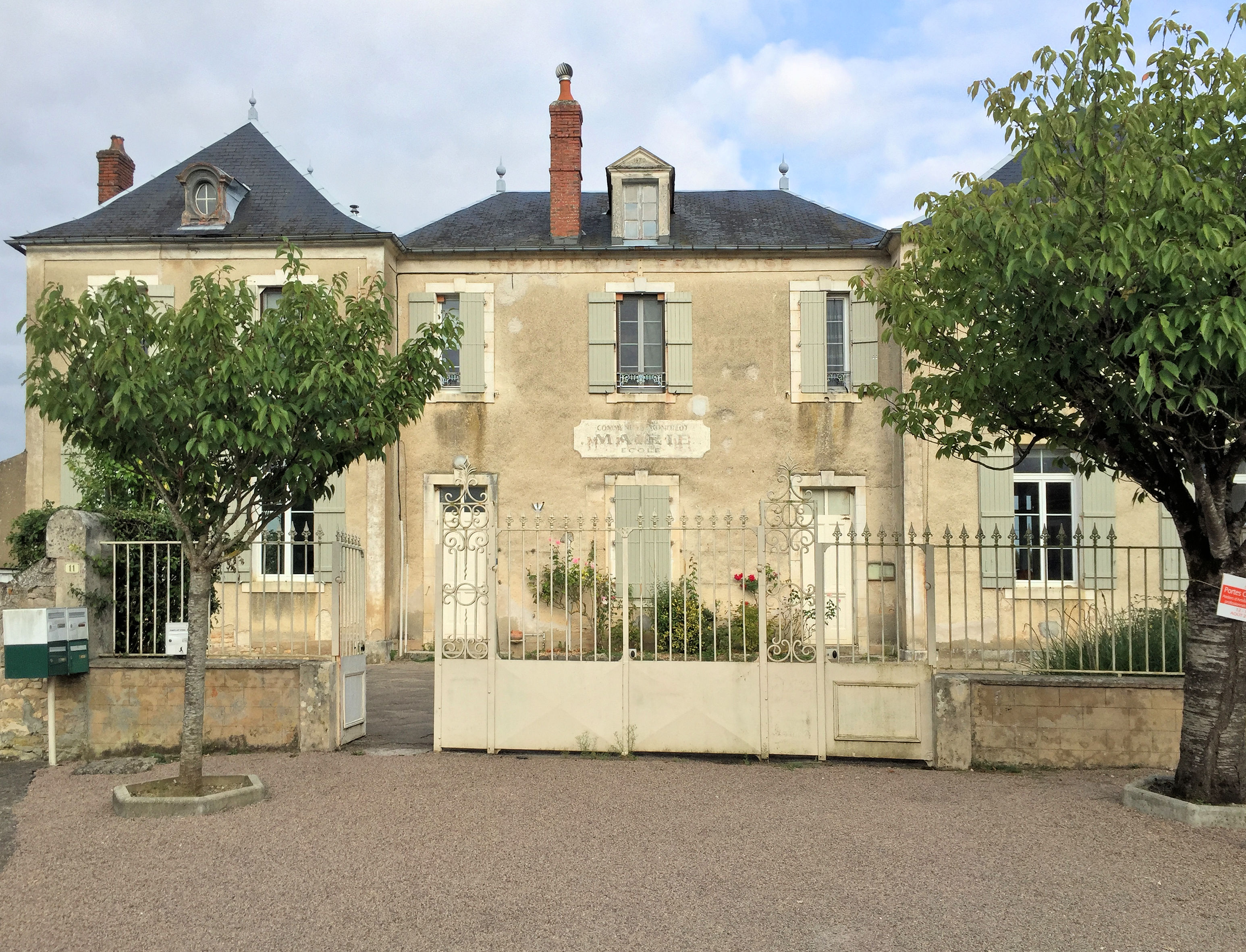
Mairie de Montillot.

| Période   | Période   | Identité                                        | Étiquette | Qualité |
| --------- | --------- | ----------------------------------------------- | --------- | ------- |
|           |           |                                                 |           |         |
| 1816      | 1819      | Jean-Anne-Georges de Lenferna de la Resle       |           |         |
|           |           |                                                 |           |         |
| 1852      | 1852      | Pierre-Joseph–Alexandre de Lenferna de la Resle |           |         |
|           |           |                                                 |           |         |
| 1860      | 1870      | Pierre-Joseph–Alexandre de Lenferna de la Resle |           |         |
|           |           |                                                 |           |         |
| 1989      | mars 2001 | Charles Guttin                                  |           |         |
| mars 2001 | mars 2008 | Michel Giraux                                   |           |         |
| mars 2008 | 2014      | Sabine Beauvie                                  |           |         |
| 2014      | En cours  | Pierre Diaz                                     |           |         |

### Éducation
Montillot est doté d'une école maternelle.

## Démographie
L'évolution du nombre d'habitants est connue à travers les recensements de la population effectués dans la commune depuis 1793. Pour les communes de moins de 10 000 habitants, une enquête de recensement portant sur toute la population est réalisée tous les cinq ans, les populations de référence des années intermédiaires étant quant à elles estimées par interpolation ou extrapolation. Pour la commune, le premier recensement exhaustif entrant dans le cadre du nouveau dispositif a été réalisé en 2005.

En 2022, la commune comptait 251 habitants, en évolution de −9,06 % par rapport à 2016 (Yonne : −1,95 %, France hors Mayotte : +2,11 %).
| 1793 | 1800 | 1806 | 1821 | 1831 | 1836 | 1841 | 1846 | 1851 |
| ---- | ---- | ---- | ---- | ---- | ---- | ---- | ---- | ---- |
| 649  | 729  | 822  | 888  | 940  | 958  | 940  | 981  | 959  |

| 1856 | 1861 | 1866 | 1872 | 1876 | 1881 | 1886 | 1891 | 1896 |
| ---- | ---- | ---- | ---- | ---- | ---- | ---- | ---- | ---- |
| 904  | 911  | 885  | 850  | 839  | 777  | 718  | 691  | 638  |

| 1901 | 1906 | 1911 | 1921 | 1926 | 1931 | 1936 | 1946 | 1954 |
| ---- | ---- | ---- | ---- | ---- | ---- | ---- | ---- | ---- |
| 602  | 555  | 535  | 459  | 444  | 396  | 336  | 330  | 329  |

| 1962 | 1968 | 1975 | 1982 | 1990 | 1999 | 2005 | 2006 | 2010 |
| ---- | ---- | ---- | ---- | ---- | ---- | ---- | ---- | ---- |
| 326  | 310  | 269  | 250  | 261  | 278  | 275  | 280  | 280  |

| 2015 | 2020 | 2022 | - | - | - | - | - | - |
| ---- | ---- | ---- | - | - | - | - | - | - |
| 279  | 255  | 251  | - | - | - | - | - | - |

## Culture et patrimoine

### Lieux et monuments

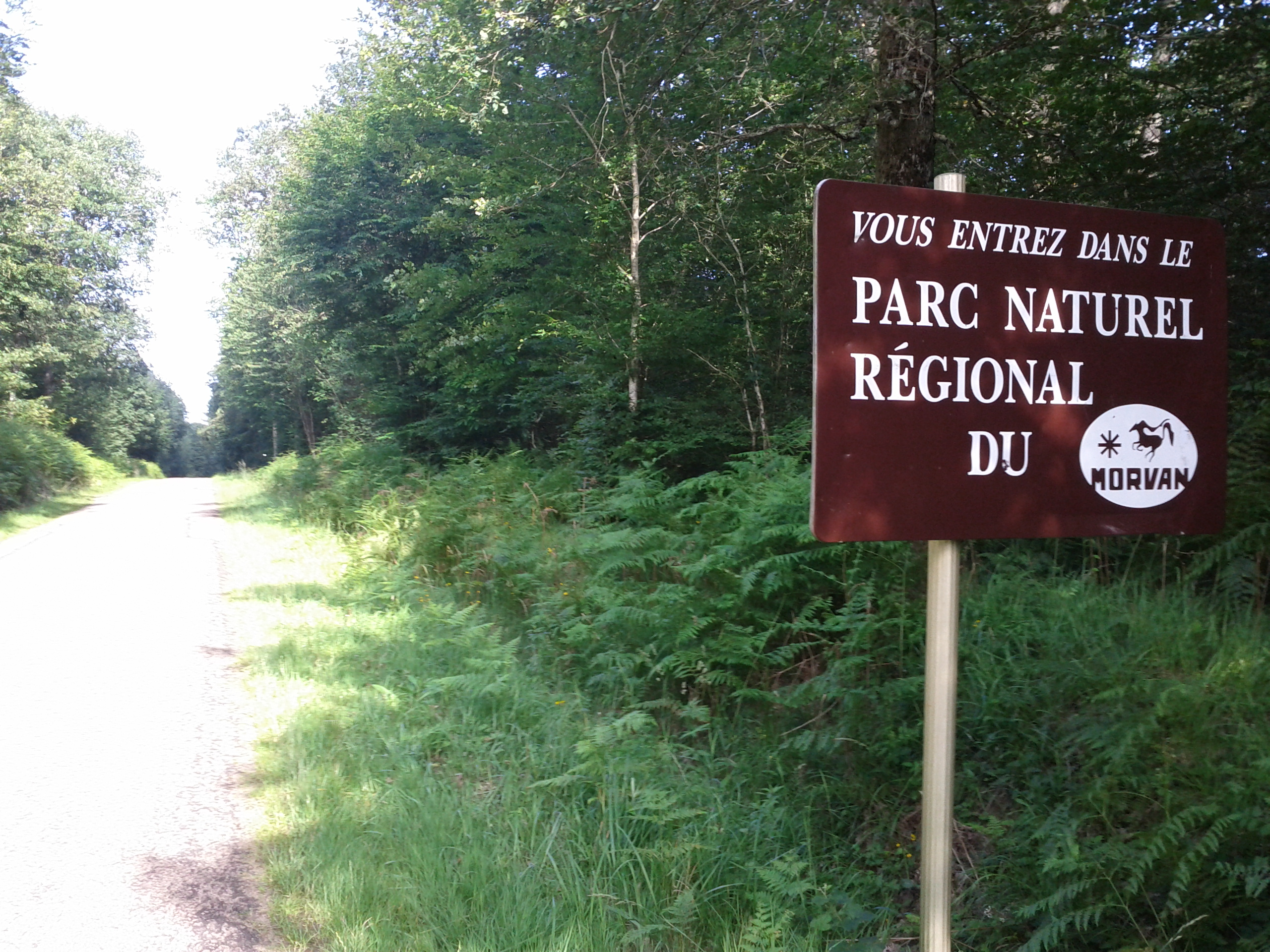
L'orée du parc du Morvan
sur la D 123 vers Asquins.

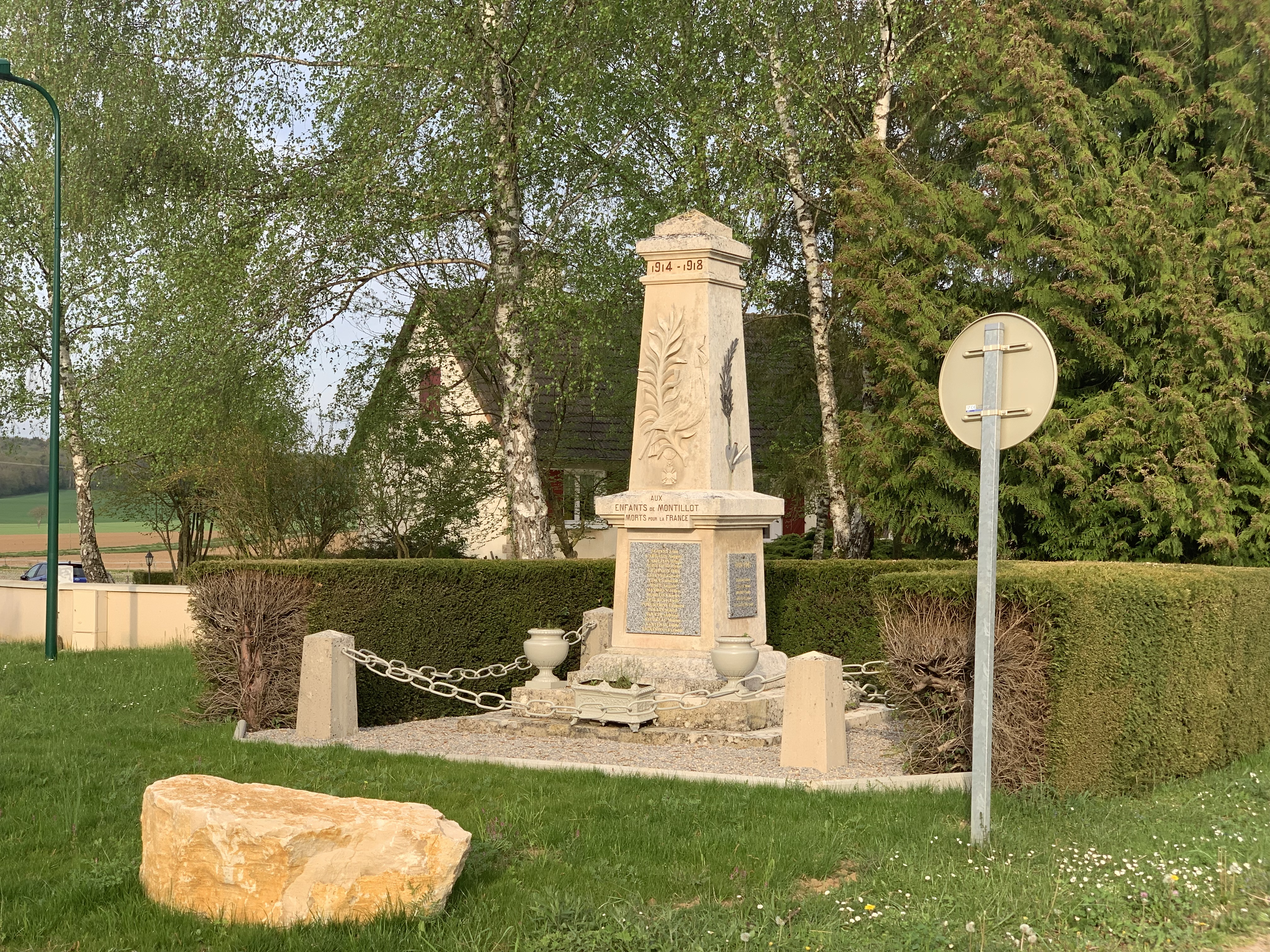
Le monument aux morts de Montillot.

- Le GRP « Tour de l'Avallonais » traverse le nord de la commune dans la direction Est-Ouest. Il y est rejoint par le GR 654 venant du sud et du GR13 (Fontainebleau à Bourbon-Lancy), ce dernier passant à Saint-Père à 3 km de Montillot[2].
- L'église Saint-Laurent de Montillot et sa cloche, monument historique classé[32].

## Pour approfondir